# Ла-Каньяда-Флинтридж
Ла-Каньяда-Флинтридж (англ. La Cañada Flintridge) — город в округе Лос-Анджелес, штат Калифорния, США.

## История
В испанскую и мексиканскую эпоху эта местность была известна как «Ранчо Ла-Каньяда». До обретения статуса города, населённый пункт состоял из двух общин: Ла-Каньяда и Флинтридж. Название «Ла-Каньяда» происходит от испанского слова «Каньяда» (исп. Cañada), означающее каньон, ущелье или овраг. Флинтридж (буквально рус. хребет Флинта) был назван в честь сенатора США Фрэнка Флинта (англ.).
Статус города приобретён 30 ноября 1976 года.

## География
По данным Бюро переписи населения США, город Ла-Каньяда-Флинтридж имеет общую площадь в 22,391 квадратных километров, площадь водных ресурсов в черте населённого пункта составляет 0,044км².
Ла-Каньяда-Флинтридж расположен на высоте 362 метра над уровнем моря.

## Демография
По данным переписи населения 2000 года в Ла-Каньяда-Флинтридж проживало 20 318 человек. Плотность населения равнялась 906,9 человек на км². Расовый состав выглядел следующим образом: 65,53 % белых, 0,36 % черных, 0,18 % коренных американцев, 31,57 % азиатов, 0,04 % жителей тихоокеанских островов, 1,01 % других рас.
По данным переписи населения 2010 года в городе зарегистрировано 20 246 человек. Плотность населения равняется 904,2 человек на км². Расовый состав выглядит следующим образом: 68,9 % белых, 0,5 % черных, 0,1 % коренных американцев, 25,8 % азиатов, 0,01 % жителей тихоокеанских островов, 1,2 % других рас.